# Batracomorphus sabinus
Batracomorphus sabinus är en insektsart som beskrevs av Knight 1983. Batracomorphus sabinus ingår i släktet Batracomorphus och familjen dvärgstritar. Inga underarter finns listade i Catalogue of Life.